# Fürstentum Rumänien
Das Fürstentum Rumänien (rumänisch Principatele Române oder Principatele Unite Române) entstand aus der Vereinigung der beiden Donaufürstentümer Moldau und Walachei 1859 (zunächst Vereinigte Fürstentümer der Walachei und Moldau, rumänisch Principatele Unite ale Țării Românești și Moldovei), als die Rumänen in beiden Fürstentümern Alexandru Ioan Cuza zum Fürsten ihrer Staaten wählten.

## Geschichte

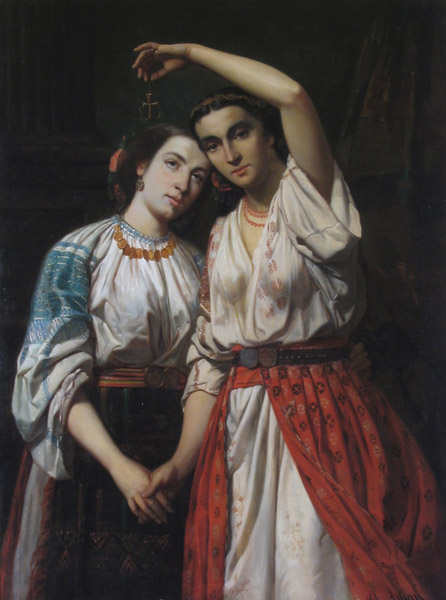
Die Vereinigung der Fürstentümer, Theodor Aman, 1857

Zur Hauptstadt wurde vorübergehend Iași gewählt. 1861 proklamierte Cuza das Fürstentum Rumänien und wählte 1862 Bukarest als neue Hauptstadt. Nach französischem Vorbild begannen er und sein Ministerpräsident Mihail Kogălniceanu das Land zu modernisieren und den Bodenbesitz zu reorganisieren. Damit zog er den Unwillen einheimischer Kirchenfürsten und des Adels auf sich, aber auch Widerstand aus Russland und dem Osmanischen Reich. Am 11. Februarjul. / 23. Februar 1866greg. drangen Militärs in den frühen Morgenstunden in den Palast ein und zwangen den Fürsten zur Abdankung. Eine provisorische Regierung beschloss zunächst, den Bruder des belgischen Königs Leopold II., Philipp von Flandern, zum Fürsten einzusetzen. Da dieser aber verzichtete, wurde 1866 Karl Eitel Friedrich von Hohenzollern-Sigmaringen auf Empfehlung von Napoléon III. und nach einer Volksabstimmung am 20. April 1866 zum Fürsten gewählt. Am 22. Mai 1866 zog er als Fürst Carol I. unter dem Jubel des Volkes in Bukarest ein.
Im Rumänischen Unabhängigkeitskrieg kämpfte das Fürstentum Rumänien mit dem Russischen Reich gegen das Osmanische Reich. 1878 wurde auf dem Berliner Kongress die Unabhängigkeit Rumäniens anerkannt. Rumänien erhielt im Frieden von San Stefano die Dobrudscha und Russland die rumänischen Bezirke Cahul, Bolgrad und Ismail.
Am 26. März 1881 erfolgte schließlich die Umwandlung zum Königreich Rumänien und Karl von Hohenzollern-Sigmaringen wurde als Carol I. erster rumänischer König.

## Fürsten

Alexandru Ioan I. (1859–1866)
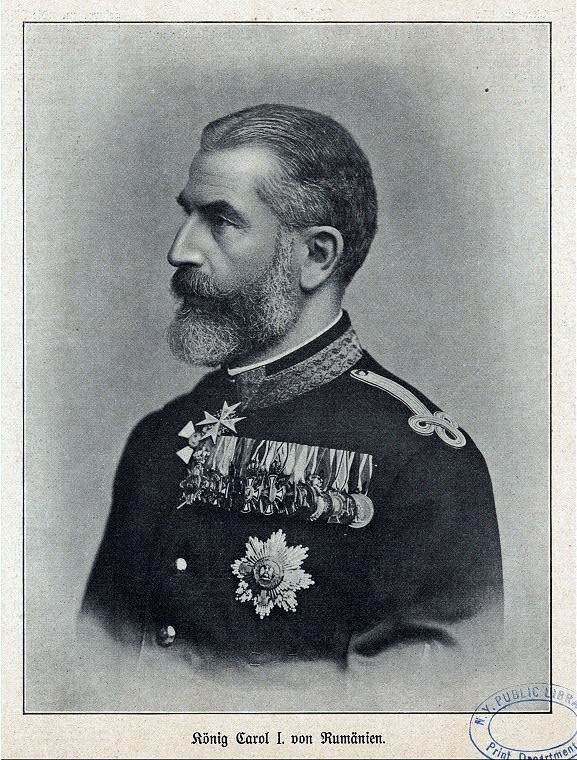
Karl I. (1866–1881)